# Gotō (Familienname)
Gotō oder Goto (五藤, 五嶋, 後藤) ist ein japanischer Familienname.

## Namensträger

### Familienname
- Ai Gotō (* 1983), japanische Badmintonspielerin
- Gotō Aritomo (1888–1942), Konteradmiral der Kaiserlichen japanischen Marine
- Daiki Gotō (* 1996), japanischer Fußballspieler
- Gotō Chūgai (1866–1938), japanischer Schriftsteller
- Gotō Fumio (1884–1980), japanischer Bürokrat und Politiker
- John Goto (1949–2023), englischer Künstler
- Gotō Jūjō (1659–1733), japanischer Metallbearbeiter
- Junji Gotō (* 1971), japanischer Fußballspieler
- Gotō Jūrō (1887–1984), japanischer Generalmajor
- Kanoko Goto (* 1975), japanische Skilangläuferin
- Gotō Katsu (1862–1889), japanischer Unternehmer
- Gotō Keiji (1883–1919), japanischer Architekt
- Keisuke Goto (* 2005), japanischer Fußballspieler
- Gotō Keita (Unternehmer) (1882–1959), japanischer Unternehmer
- Keita Gotō (Fußballspieler) (* 1986), japanischer Fußballspieler
- Kenji Gotō (1967–2015), japanischer Journalist
- Gotō Konzan (1659–1733), japanischer Mediziner
- Kōsuke Gotō (* 1994), japanischer Fußballspieler
- Kyōsuke Gotō (* 1992), japanischer Fußballspieler
- Maki Gotō (* 1985), japanische Sängerin
- Makiko Gotō (1963–2021), japanische Kotospielerin und Musikpädagogin
- Masaaki Gotō (* 1995), japanischer Fußballspieler
- Meisei Gotō (1932–1999), japanischer Schriftsteller
- Michi Gotō (* 1990), japanische Fußballspielerin
- Midori Gotō (* 1971), japanische Klassik-Violinistin und Philanthropin, siehe Midori (Geigerin)
- Gotō Mitsutsugu (1571–1625), japanischer Metallbearbeiter
- Naoki Goto (* 2002), japanischer Fußballspieler
- Gotō Noboru (1916–1989), japanischer Geschäftsmann
- Ryō Gotō (* 1986), japanischer Fußballspieler
- Ryu Goto (* 1988), US-amerikanischer Violinist
- Gotō Ryūnosuke (1888–1984), japanischer Politiker
- Gotō Shimpei (1857–1929), japanischer Arzt und Politiker
- Gotō Shōjirō (1838–1897), japanischer Politiker
- Gotō Shuichi (1888–1960), japanischer Archäologe
- Gotō Sumio (1930–2016), japanischer Maler
- Takuma Gotō (* 1997), japanischer Fußballspieler
- Tarō Gotō (* 1969), japanischer Fußballspieler
- Tomoya Gotō (* 1996), japanischer Dartspieler
- Wakaba Gotō (* 2001), japanische Fußballspielerin
- Yō Gotō (* 1958), japanischer Komponist
- Yoshikazu Gotō (* 1964), japanischer Fußballspieler
- Yoshiko Gotō (* 1933), japanische Jazzsängerin
- Yūji Gotō (* 1985), japanischer Fußballspieler
- Gotō Yūjō (1440–1512), japanischer Metallhandwerker
- Yume Gotō (* 2000), japanische Langstreckenläuferin
- Yukio Gotō (vor 1920–nach 1934), japanischer Fußballspieler
- Yūsuke Gotō (* 1993), japanischer Fußballspieler

### Fiktive Figuren
- Goto Dengo, Hauptcharakter in Neal Stephensons Roman Cryptonomicon